# 洲子尾溝
洲子尾溝位於台灣北部，為淡水河的支流，流域分佈於新北市五股區、蘆洲區、三重區。其源頭位於三重區，向北流至蘆洲區邊界處轉西北，隨後沿蘆洲與五股邊界繞行，至蘆洲西北角納入東南方流來之支流水湳溝，隨即向西北注入淡水河。
洲子尾溝原本注入淡水河的另一支流塭子川，後因拓寬淡水河道工程而炸毀獅子頭隘口，即變成現況之各自注入淡水河。
洲子尾溝流域地勢低平，以往每遇大雨，中、下游地區排水困難，極易積水為患。二重疏洪道興建後，下游河道已納入疏洪道內，而以鴨母港溝抽水站控制排放水。

## 洲子尾溝主要支流
- 洲子尾溝
  - 水湳溝